# Bruttiens
Les Bruttiens (ou Brutiens, ou encore Brettiens, latin : Bruttii ou Brettii) étaient une  tribu antique, de langues osque et grec ancien, issue du peuple des Lucaniens, eux-mêmes d'origine samnite. Cette tribu est à l'origine du nom de la région romaine du Bruttium (ou ager Bruttius), correspondant à la Calabre actuelle.

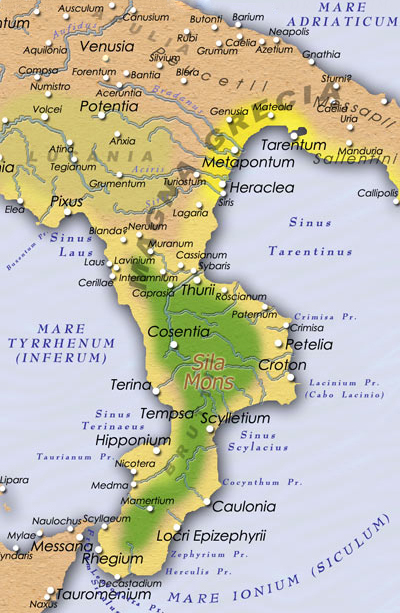
Grande Grèce vers 280 av. J.-C.

## Histoire

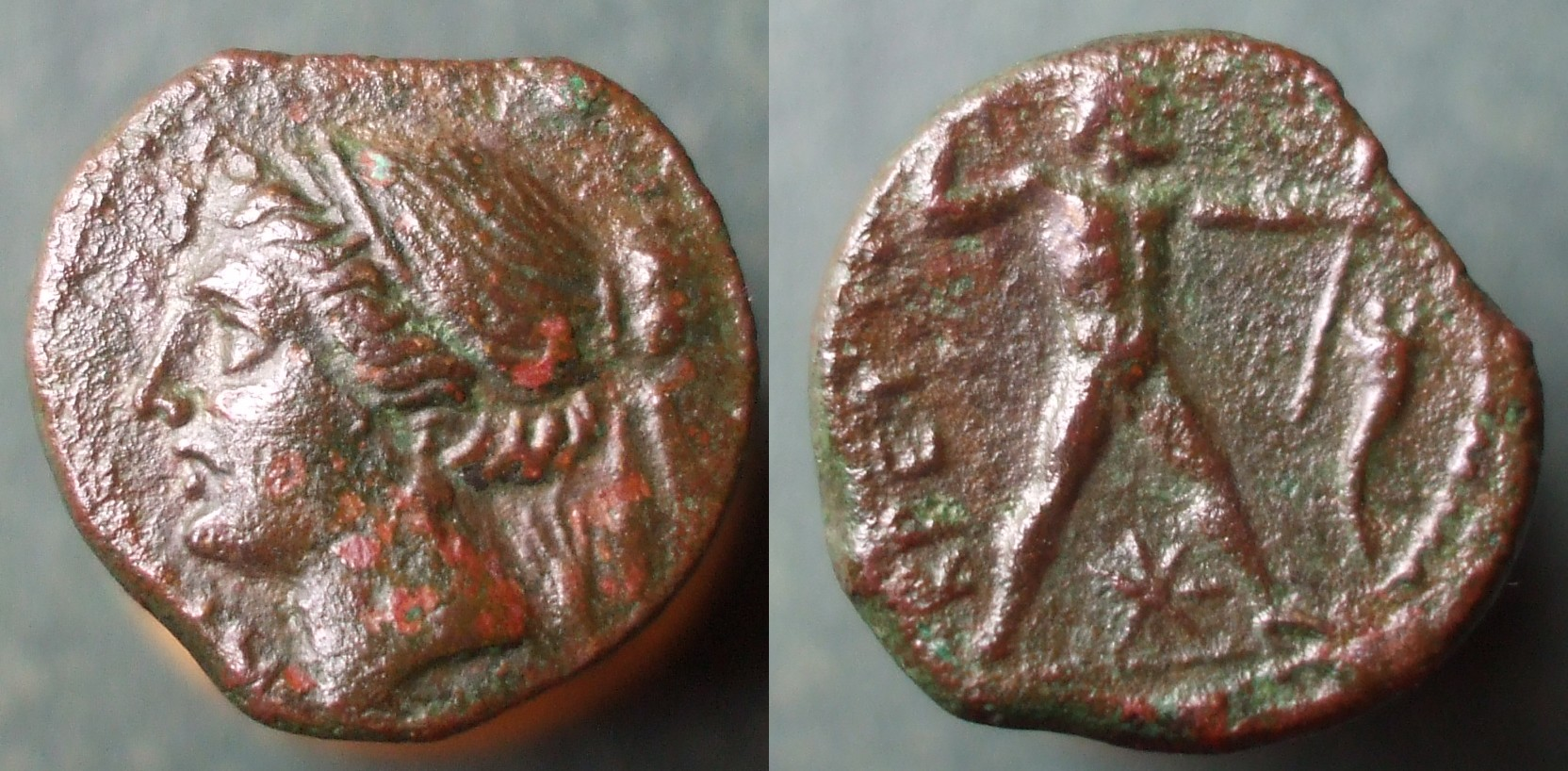
hémidrachme des Bruttiens
214 211 av. J.-C.
avers: Nikê, revers: Zeus, BRETT

C'est à partir du IVe siècle av. J.-C. que les Bruttiens apparaissent dans la pointe de la péninsule italienne, s'émancipant des Lucaniens auxquels ils étaient asservis et dont ils reçurent leur nom,. Décrits comme un ramassis de toute espèce d'esclaves fugitifs, de brigands nomades aux mœurs frustes, ils s'organisent progressivement et font pression sur les cités côtières de la Grande-Grèce continentale. Les Bruttiens dominent peu à peu une partie de la côte tyrrhénienne, depuis Pœstum jusqu’à Thurii sur les bords de la mer Ionienne.
D'après Diodore de Sicile, « ils prirent d'abord d'assaut la ville d'Urina et la pillèrent, puis ils soumirent Arponium, Thurium et beaucoup d'autres villes, et établirent partout le même gouvernement. »
Les Bruttiens affrontèrent Alexandre le Molosse, roi d'Épire, Agathocle, roi de Sicile, et combattirent les Romains aux côtés de Pyrrhus. Soumis après l'intégration de la Grande Grèce dans le giron romain, les Bruttiens furent les premiers à faire cause commune avec les Carthaginois lors de la deuxième guerre punique. À la suite de la défaite des troupes d'Hannibal, ils furent déclarés indignes de servir dans les légions romaines et réduits à des fonctions serviles de courriers et de messagers publics.
Des textes antiques évoquent la « forêt des Bruttiens », aussi nommée Sila.